# Miriwung
Miriwung är ett australiskt språk som talades av 110 personer år 1996. Miriwung talas i norra delen av Western Australia. Miriwung tillhör den djeraganska språkfamiljen.